# 1987-es Formula–1 belga nagydíj
Az 1987-es Formula–1-es világbajnokság  harmadik futama a belga nagydíj volt.

## Futam
A belga nagydíjon ismét Mansell Williams-Hondája indult az első helyről, a brit közel másfél másodperces előnnyel győzött Piquet, Senna, Berger és Alboreto előtt.
A rajtnál Mansell megtartotta a vezetést Senna, Piquet, Alboreto és Prost előtt. A második körben Philippe Streiff elveszítette uralmát Tyrrellje felett a Raidillon-kanyarban, és a korlátnak csapódott. Az ütközéstől a motor kiszakadt az autóból, ezután Jonathan Palmer érkezett a másik Tyrrell-lel, és csapattársa autójának roncsába ütközött. A versenyt megszakították, bár egyik versenyző sem sérült meg. Az újraindításnál Senna került az élre, azonban a kör felénél Mansell megpróbálta megelőzni. A két autó összeütközött, mindketten kicsúsztak. Sennával ellentétben Mansell tovább tudott haladni. Ennek következményeként Piquet vezetett, Mansell a mezőny végén a 17. körig versenyben maradt, ekkor autójának sérülése miatt kiállt. Miután Piquet motorhiba miatt, Alboreto az erőátvitel meghibásodása miatt esett ki, Prost került az élre. A második helyen ekkor Boutsen haladt, Johansson azonban megelőzte a 17. körben. Boutsent később megelőzte Andrea de Cesaris (Brabham-BMW), majd a belga technikai hiba kiesett. A negyedik helyen így Eddie Cheever végzett Arrows-zal. Prost a 27. futamgyőzelmével beállította Jackie Stewart korábbi győzelmi rekordját, Johansson második helyének köszönhetően a McLaren kettős győzelmet aratott. De Cesaris végzett a harmadik helyen, annak ellenére, hogy az utolsó körben kifogyott az üzemanyaga.
|         | Rsz. | Versenyző          | Csapat                 | Körök | Idő/Kiesések        | Rajthely | Pontok |
| ------- | ---- | ------------------ | ---------------------- | ----- | ------------------- | -------- | ------ |
| 1       | 1    | Alain Prost        | McLaren-TAG            | 43    | 1:27:03,217         | 6        | 9      |
| 2       | 2    | Stefan Johansson   | McLaren-TAG            | 43    | + 24,764            | 10       | 6      |
| 3       | 8    | Andrea de Cesaris  | Brabham-BMW            | 42    | Kifogyott üzemanyag | 13       | 4      |
| 4       | 18   | Eddie Cheever      | Arrows-Megatron        | 42    | + 1 kör             | 11       | 3      |
| 5       | 11   | Nakadzsima Szatoru | Lotus-Honda            | 42    | + 1 kör             | 15       | 2      |
| 6       | 25   | René Arnoux        | Ligier-Megatron        | 41    | + 2 kör             | 16       | 1      |
| 7       | 26   | Piercarlo Ghinzani | Ligier-Megatron        | 40    | + 3 kör             | 17       |        |
| 8 (1)   | 30   | Philippe Alliot    | Larrousse-Ford         | 40    | + 3 kör             | 22       |        |
| 9 (2)   | 4    | Philippe Streiff   | Tyrrell-Ford           | 39    | + 4 kör             | 23       |        |
| 10 (3)  | 14   | Pascal Fabre       | AGS-Ford               | 38    | + 5 kör             | 25       |        |
| Kiesett | 19   | Teo Fabi           | Benetton-Ford          | 34    | Motorhiba           | 9        |        |
| Kiesett | 9    | Martin Brundle     | Zakspeed               | 19    | Túlmelegedés        | 18       |        |
| Kiesett | 20   | Thierry Boutsen    | Benetton-Ford          | 18    | Kerékcsapágy        | 7        |        |
| Kiesett | 5    | Nigel Mansell      | Williams-Honda         | 17    | Baleset             | 1        |        |
| Kiesett | 16   | Ivan Capelli       | March-Ford             | 14    | Motorhiba           | 21       |        |
| Kiesett | 6    | Nelson Piquet      | Williams-Honda         | 11    | Kipufogó            | 2        |        |
| Kiesett | 21   | Alex Caffi         | Osella-Alfa Romeo      | 11    | Üzemanyagszivárgás  | 26       |        |
| Kiesett | 27   | Michele Alboreto   | Ferrari                | 9     | Erőátvitel          | 5        |        |
| Kiesett | 10   | Christian Danner   | Zakspeed               | 9     | Fékek               | 20       |        |
| Kiesett | 17   | Derek Warwick      | Arrows-Megatron        | 8     | Hűtő                | 12       |        |
| Kiesett | 7    | Riccardo Patrese   | Brabham-BMW            | 5     | Kuplung             | 8        |        |
| Kiesett | 28   | Gerhard Berger     | Ferrari                | 2     | Motorhiba           | 4        |        |
| Kiesett | 24   | Alessandro Nannini | Minardi-Motori Moderni | 1     | Turbó               | 14       |        |
| Kiesett | 12   | Ayrton Senna       | Lotus-Honda            | 0     | Baleset             | 3        |        |
| Kiesett | 23   | Adrián Campos      | Minardi-Motori Moderni | 0     | Váltó               | 19       |        |
| Kiesett | 3    | Jonathan Palmer    | Tyrrell-Ford           | 0     | Baleset             | 24       |        |

## Statisztikák
Vezető helyen:
- Nelson Piquet: 9 (1-9)
- Alain Prost: 34 (10-43)

Alain Prost 27. győzelme, 19. leggyorsabb köre, Nigel Mansell 6. pole-pozíciója.
- McLaren 54. győzelme.